# Otome-gokoro sannin shimai
Otome-gokoro sannin shimai (乙女ごころ三人姉妹, lit. "três irmãs com coração de donzela") (prt: Três Irmãs de Coração Puro) é um filme de drama japonês de 1935 escrito e dirigido por Mikio Naruse. Foi baseado no conto Asakusa no shimai (浅草の姉妹, lit. "Irmãs Asakusa") do escritor japonês Yasunari Kawabata, além de ser o primeiro filme sonoro do diretor.

## Sinopse
O-Ren, O-Some e Chieko são filhas de uma mulher de meia-idade rígida que dirige um negócio de pessoas que tocam shamisen, ganhando seu dinheiro conforme se apresentam em bares, a noite, em Asakusa, Tóquio. Enquanto O-Some ainda trabalha no negócio de sua mãe, Chieko, sua irmã mais nova, trabalha como dançarina de boate. O-Ren, a mais velha, tenta se contentar com uma vida doméstica com Kosugi, seu namorado, na tentativa de escapar do submundo do crime ao qual está associada. Precisando de dinheiro, O-Ren atrai Aoyama (sem saber que é namorado de Chieko) para um apartamento, onde seus amigos gangsters o ameaçam. O-Some, que testemunha o crime, é ferida com uma faca ao interferir na briga para ajudar Aoyama. Embora ela saiba do esquema de O-Ren, O-Some se despede de sua irmã e de Kosugi na estação de trem. Deixada sozinha e em agonia na sala de espera, O-Some murmura: "isso acabou bem".

## Elenco
- Chikako Hosokawa como O-Ren, a irmã mais velha
- Masako Tsutsumi como O-Some, a irmã do meio
- Ryuko Umezono como Chieko, a irmã mais nova
- Chitose Hayashi como a mãe
- Chisato Matsumoto como O-Haru
- Masako Sanjo como O-Shima
- Mariyo Matsumoto como O-Kinu
- Heihachirō Ōkawa como Aoyama, namorado de Chieko
- Osamu Takizawa como Kosugi, namorado de O-Ren

## Produção
Otome-gokoro sannin shimai foi o primeiro filme de Naruse para o estúdio PCL (mais tarde Toho) após sair da Shochiku. Naruse permaneceria afiliado à PCL/Toho pelo resto de sua carreira profissional. Em 1954, Naruse adaptou outra obra de Kawabata, o livro O Som da Montanha para o filme de mesmo nome.

## Legado
Otome-gokoro sannin shimaifoi exibido nos EUA em 1985 como parte de uma retrospectiva sobre as obras de Naruse, organizada pelo Kawakita Memorial Film Institute e Audie Bock, crítico americano de cinema.